# Šácholan přišpičatělý
Šácholan přišpičatělý (Magnolia acuminata), též nazývaný magnólie přišpičatělá, je opadavý strom z čeledi šácholanovitých. Dorůstá výšky okolo 20 metrů a na rozdíl od ostatních šácholanů má žlutozelené květy. V Česku je pěstován jako okrasný strom.

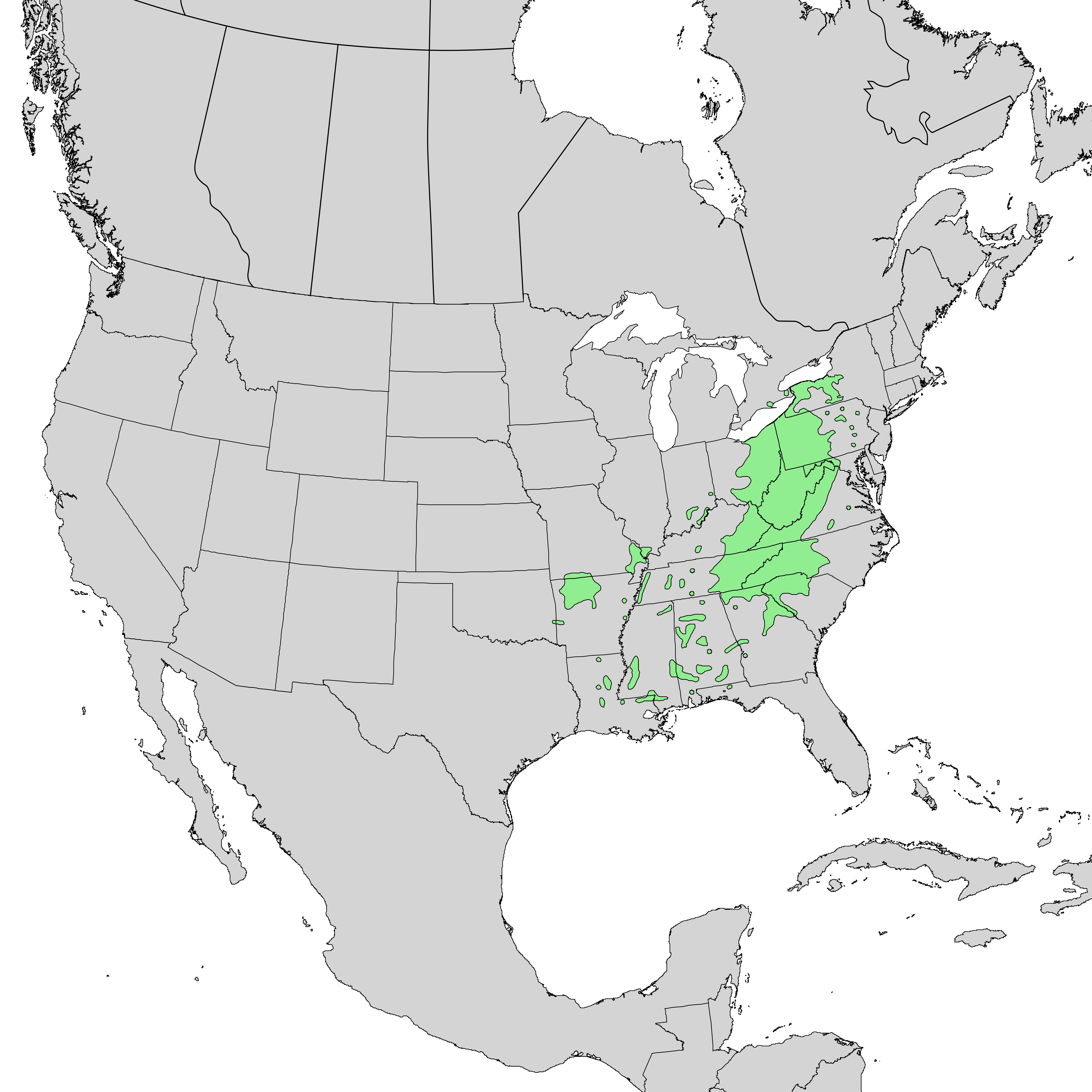
Mapa rozšíření šácholanu přišpičatělého

## Popis
Šácholan přišpičatělý je opadavý strom dorůstající výšky 12 až 20, výjimečně až 30 metrů. Koruna je kuželovitá. Borka je světle až tmavě šedá, ve stáří hluboce brázditá. Letorosty jsou lysé nebo slabě pýřité, světle hnědé až šedé nebo červenavé. Listové pupeny jsou stříbřitě chlupaté, 2 až 3 cm dlouhé. Listy jsou zřetelně střídavé a nejsou nahloučené na koncích větví. Listy jsou eliptické, vejčité až obvejčité, 10 až 25 cm dlouhé a 4 až 15 cm široké, na bázi klínovité, uťaté až široce zaokrouhlené, na vrcholu zašpičatělé. Listy jsou na líci tmavě zelené a lysé, na rubu světle zelené, chlupaté až skoro lysé. Řapíky jsou 2,5 až 3,5 cm dlouhé. Na podzim se listy barví do žlutých odstínů. Květy rozkvétají po olistění nebo zároveň s rozvíjejícími se listy. Jsou lehce vonné, žlutozelené až žlutooranžové, zvonkovitě pohárkovité, 6 až 8 cm vysoké, se 6 až 9 okvětními plátky. Okvětní lístky jsou vzpřímené, pouze 3 vnější jsou zelené, nazpět skloněné a mnohem kratší. Tyčinky jsou 5 až 13 mm dlouhé, s bílými tyčinkami. Souplodí, zvané šách, je malinově červené, 5 až 8 cm dlouhé, často asymetrické. Měchýřky jsou krátce zobánkaté a lysé. Semena jsou poněkud zploštělá až téměř kulovitá, srdcovitého tvaru, asi 10 mm dlouhá, s jasně červenooranžovým míškem.

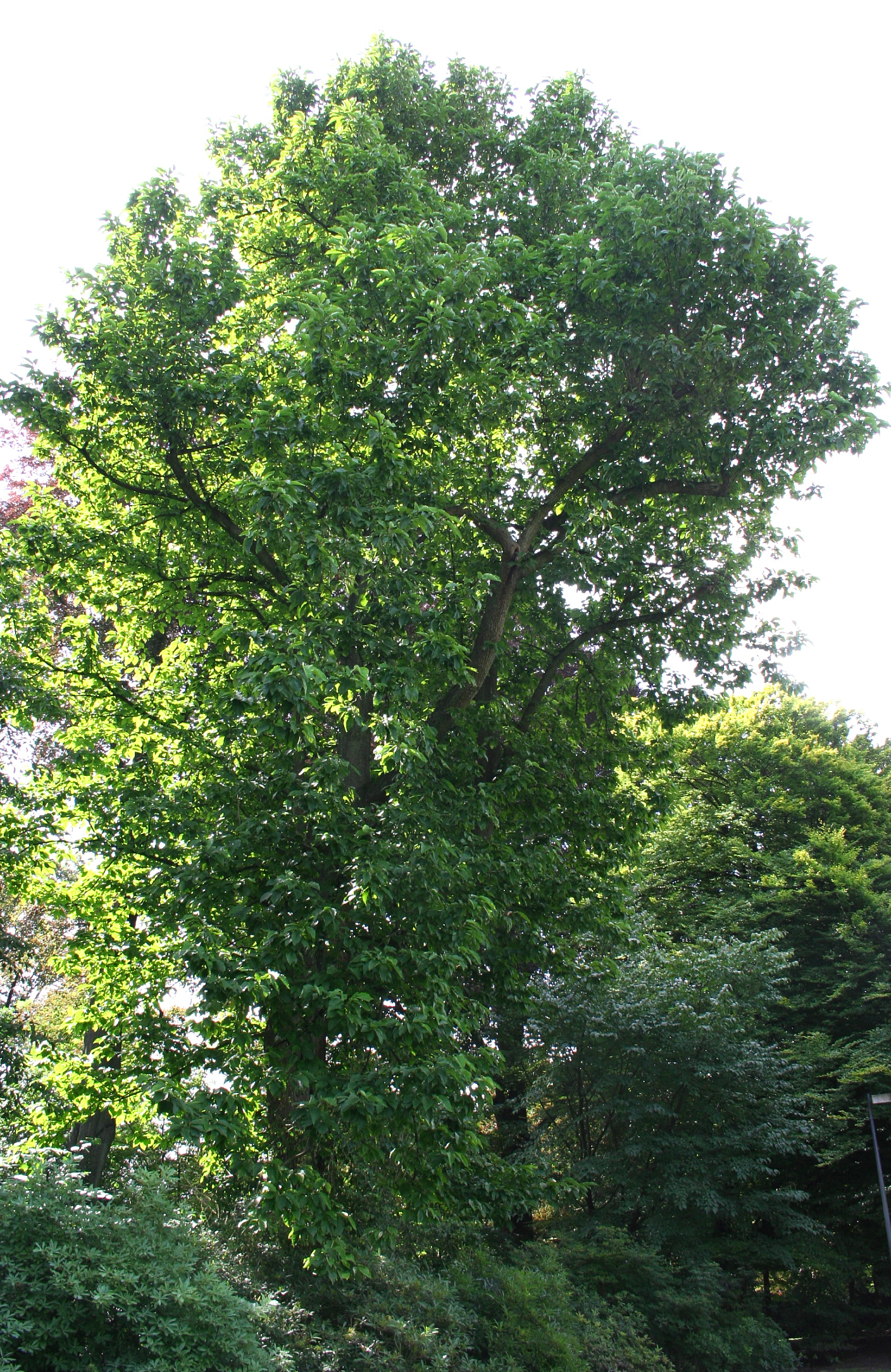
Šácholan přišpičatělý
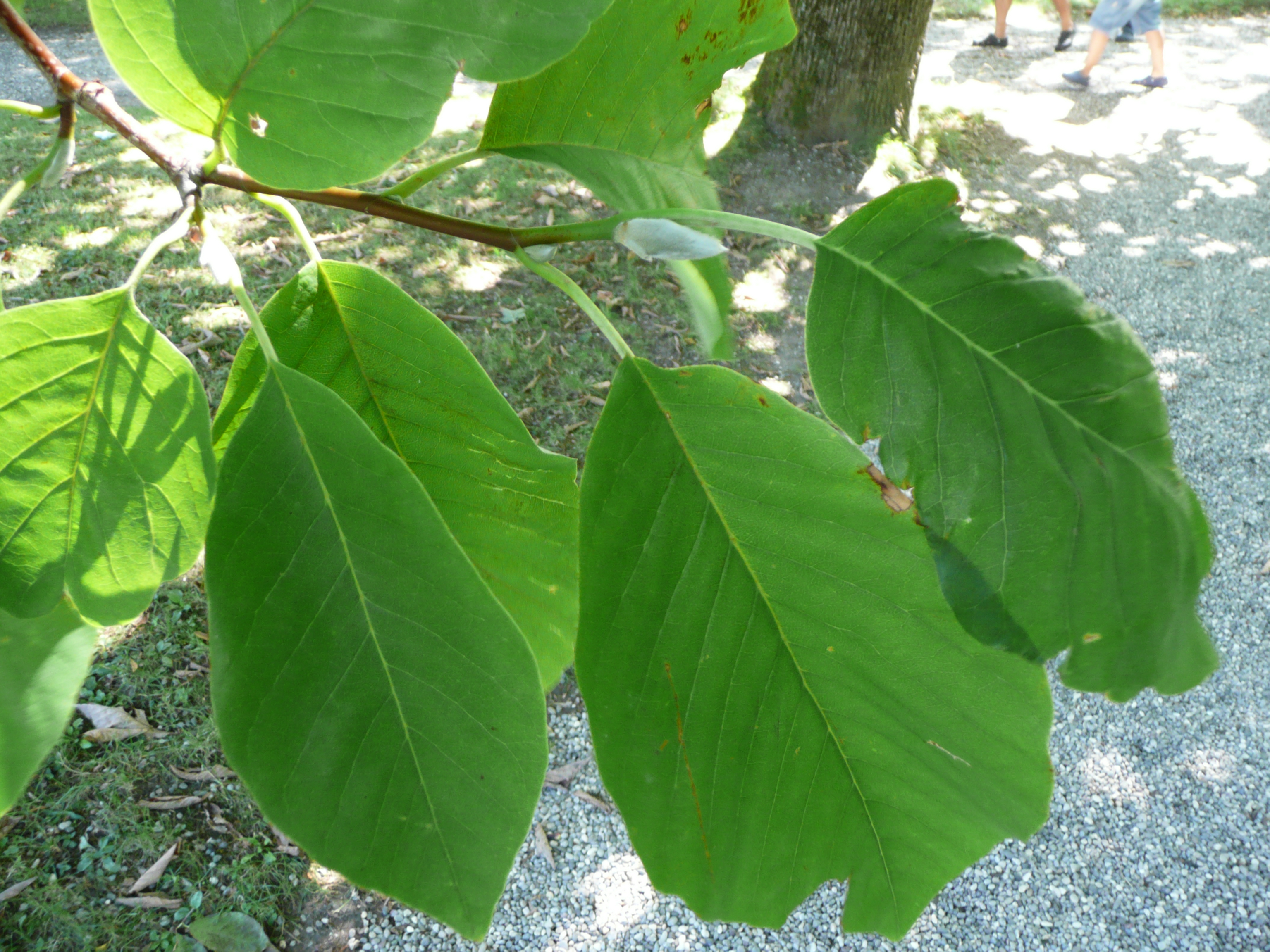
Listy šácholanu přišpičatělého
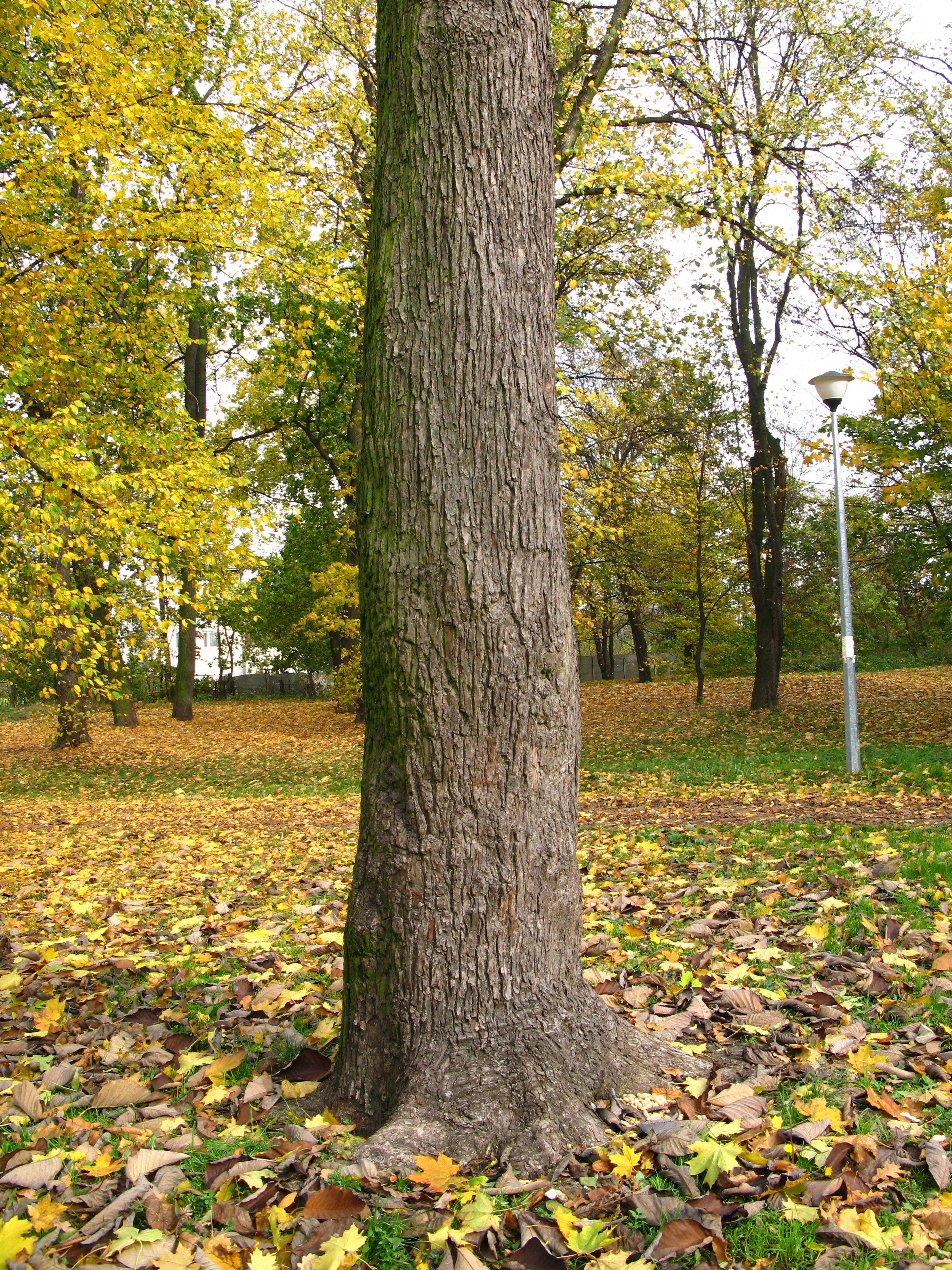
Kmen šácholanu přišpičatělého
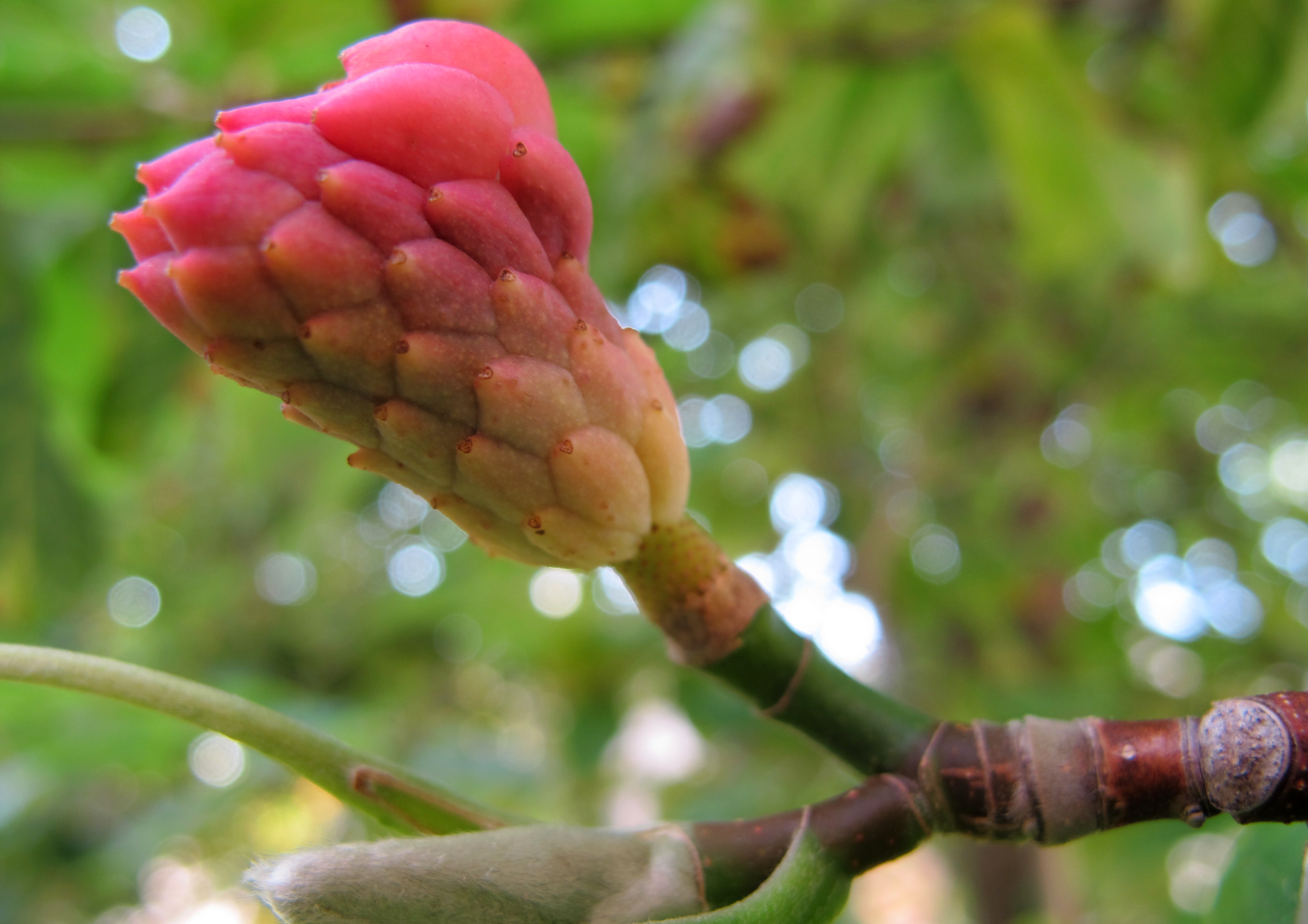
Šách šácholanu přišpičatělého

## Rozšíření
Šácholan přišpičatělý je rozšířen ve východních oblastech USA, kde roste ve smíšených lesích společně s liliovníkem tulipánokvětým (Liriodendron tulipifera) a dubem bílým (Quercus alba).

## Taxonomie
Tento druh byl poprvé popsán Carlem Linnéem v díle Species Plantarum z roku 1753 pod názvem Magnolia virginiana var. acuminata. V díle Systema Naturae, vydaném o 6 let později, jej již uvádí pod jménem Magnolia acuminata. V současné klasifikaci rodu Magnolia je řazen do podrodu Yulania, sekce Yulania a podsekce Tulipastrum jako její jediný zástupce.

## Kříženci
Magnolia x brooklinensis je kříženec šácholanu přišpičatělého s asijským šácholanem liliokvětým (Magnolia liliiflora). Známý a velmi ceněný je i kříženec se šácholanem obnaženým (M. denudata). Vzniklé hybridy se vyznačují světle kanárkově žlutou barvou květů, u magnólií zcela ojedinělou.

## Význam
Severoameričtí indiáni, zvl. Čerokíové a Irokézové, používali kůru šácholanu přišpičatělého jako analgetikum, na trávicí potíže a proti průjmu, jako anthelmintikum, při bolestech zubů aj. V Česku je tento šácholan pěstován jako okrasný strom.